# 超级运动会
《超级运动会》（又译作）是一款1984年由科乐美出品的体育类游戏。本作是金牌奥运会的续作。与前作类似，本作也通过1984年洛杉矶奥运会官方授权。
本作除了田径项目之外，新增了游泳、飞碟射击、鞍马、射箭、三级跳远、举重和撑杆跳等项目。